# Abbeyleix
Abbeyleix o Abbeylaois (Mainistir Laoise en irlandés) es una ciudad del Condado de Laois en Irlanda, que está a unos 14 km de Port Laoise. Está situada en la carretera N8. 

## Historia
Abbeyleix es una población histórica. Fue fundada en el siglo XVIII como una ciudad estado por el Vizconde De Vesci y está situada cerca de un monasterio de la orden del Císter del siglo XII junto al río Nore. Hoy en día, hay una gran cantidad de estructuras históricas que aún están en pie alrededor de la ciudad - antiguas fortalezas en anillo, cementerios, construcción monásticas tempranas, castillos de estilo normanda y medievales, iglesias y casas coloniales. La ciudad tuvo una importante fábrica de alfombras, que produjo algunas de las alfombras usadas en el Titanic.